# Branka Musulin
Pour les articles homonymes, voir Musulin.
Branka Musulin était une pianiste et professeur germano-croate, née à Zagreb le 6 août 1917 et décédée le 1er janvier 1975 à Schmallenberg,.

## Biographie
Musulin se produisait déjà en concert étant enfant. Après son diplôme de concertiste et son baccalauréat, elle s'en fut étudier à Paris auprès d'Alfred Cortot et d'Yvonne Lefébure. Par la suite, elle se perfectionna auprès de Max von Pauer en Hesse et d’Alfredo Casella à Sienne. À partir de 1945, elle vécut avec le mécène Friedrich Bienert, avec lequel elle eut une fille. Pianiste reconnue, elle se produisit avec Hans-Müller Kray, Hermann Abendroth, Franz Konwitschny et enseigna à l'École supérieure de musique et d'art dramatique de Francfort-sur-le-Main (de) à partir de 1958. Elle mourut à l'âge de 57 ans dans le Sauerland.

## Enregistrements
- Beethoven, quatrième concerto pour piano, opus 58, orchestre de la radio de Leipzig sous la direction de Hermann Abendroth, enregistré le 27 mars 1950 (autre enregistrement : orchestre de la radio de Stuttgart, 1951)
- Beethoven, variations Diabelli
- Mozart, seizième et vingtième concerto pour piano, orchestre de la radio de Stuttgart
- Scriabine, quatrième sonate pour piano
- Chopin, deuxième concerto pour piano
- Franck, variations symphoniques pour piano et orchestre